# Ströömi
Ströömi är ett sund i Finland. Det ligger i landskapet Egentliga Finland, i den sydvästra delen av landet, 200 km väster om huvudstaden Helsingfors.
Ströömi löper mellan Vikatmaa i öster och Vartsala i väster.